# كلاسيكو المغرب
في المغرب، يُطلق اسم الكلاسيكو على المباراة التي تجمع بين ناديي الوداد الرياضي والجيش الملكي. ويعتبر الوداد والجيش الملكي من الفرق الأكثر تتويجًا ونجاحًا في المغرب سواءً في الدوري المغربي أو في كأس العرش، وكانت أول مباراة جمعت بين الفريقين في دور ثمن نهائي كأس العرش موسم 1958–59 وانتهت بفوز الجيش الملكي ب1–0.

## الإحصائيات
| المسابقة                 | الانتصارات | الانتصارات   | التعادل | الأهداف | الأهداف      |
| المسابقة                 | الوداد     | الجيش الملكي | التعادل | الوداد  | الجيش الملكي |
| ------------------------ | ---------- | ------------ | ------- | ------- | ------------ |
| البطولة الوطنية المغربية | 42         | 25           | 63      | 138     | 109          |
| كأس العرش                | 5          | 5            | 6       | 13      | 13           |
| كأس الملك محمد الخامس    | 0          | 1            | 0       | 2       | 5            |
| المجموع                  | 47         | 31           | 69      | 153     | 127          |

## البطولات
| الفريق         | البطولات المحلية | البطولات القارية | أخرى | المجموع |
| -------------- | ---------------- | ---------------- | ---- | ------- |
| الوداد الرياضي | 39               | 6                | 7    | 52      |
| الجيش الملكي   | 29               | 2                | -    | 31      |
| المجموع        | 70               | 8                | 7    | 83      |